# Calvin Levels
Calvin Levels (Cleveland, 30 settembre 1954) è un attore statunitense.

## Filmografia

### Cinema
- Ragtime, regia di Miloš Forman (1981)
- Tutto quella notte (Adventures in Babysitting), regia di Chris Columbus (1987)
- The Chair, regia di Waldemar Korzeniowsky (1988)
- Convicts, regia di Peter Masterson (1991)
- Nome in codice: Nina (Point of No Return), regia di John Badham (1993)
- Hellbound - All'inferno e ritorno (Hellbound), regia di Aaron Norris (1994)
- Follow Me Home, regia di Peter Bratt (1996)
- Otto teste e una valigia (8 Heads in a Duffel Bag), regia di Tom Schulman (1997)

### Televisione
- Charleston, regia di Karen Arthur - film TV (1979)
- A Christmas Without Snow, regia di John Korty - film TV (1980)
- Miami Vice - serie TV, episodio 3x16 (1987)
- Knightwatch - serie TV, 9 episodi (1988-1989)
- Voci nella notte (Midnight Caller) - serie TV, un episodio (1991)
- Roc - serie TV, un episodio (1991)
- L'ispettore Tibbs (In the Heat of the Night) -serie TV, 2 episodi (1992)
- The Watcher - serie TV, un episodio (1995)
- Space: Above and Beyond - serie TV, un episodio (1996)